# 上陸支援艇
上陸支援艇（英語: Landing Ship Support, Large, LSSL）は揚陸艦の一種でアメリカ海軍によって第二次世界大戦で太平洋戦域における上陸戦時の火力支援に使われた。
元の艦種は Landing Craft Support (Large)(Mark 3)　LCS(L)(3)であったが、戦後改名された。大型歩兵揚陸艇LCI(L)の船体を利用して砲艇に改設計したものであって装甲防御は持たないが、主要部分には弾片防御がほどこされている。

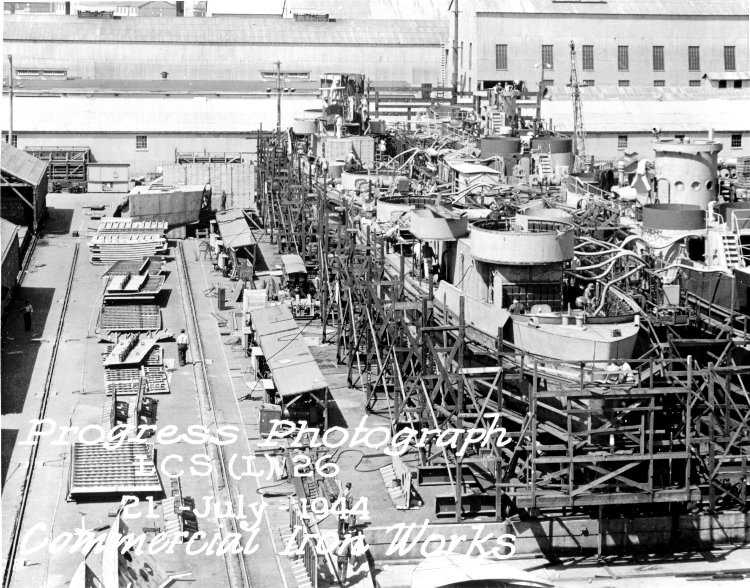
建造途中の LCS(L)(3)-26, 1944年7月21日

全部で130隻が建造され、戦後多数の艦が日本等各国に貸与あるいは供与された。
1952年に成立した日米船舶貸借協定によって1953年から日本に貸与され、ゆり型警備艇として沿岸部における警備・哨戒の任に当たり、1958年から順次返還された。しかし一部の艇は供与に切り替えられ、その後も長い間各種支援業務にあたった。最後の艇が除籍されたのは1976年。それぞれの艦には草花に由来する名前が付けられた。艦種として、警備艇と海上自衛隊では呼ばれたが、警備隊時代は警備船と称した。
元より揚陸艇の改修型のため、凌波性に欠け荒天時の航行は困難であった。しかし海上自衛隊の創成期において貴重な海上防衛力の一翼を担った。
後にこの上陸支援艇をより大型化し火力・装甲を強化した上陸火力支援艦（水陸両用戦巡洋艦とも呼ぶ）が建造されたが、航空作戦の発達や戦術の変化などにより｢カロネード｣1隻が造られたのみで姿を消した。
本級のうち、「LCS(L)(3)-102」（旧：警備艇「ひまわり」）が、カリフォルニア州メア・アイランドで博物館船として保存されている。